# دوريان غرفثي
دوريان غرفثي (الاسم العلمي:Durio griffithii) هو نوع من النباتات يتبع جنس الدوريان من الفصيلة الخبازية.